# Myndus chazeaui
Myndus chazeaui är en insektsart som beskrevs av Thierry Bourgoin 1992. Myndus chazeaui ingår i släktet Myndus och familjen kilstritar. Inga underarter finns listade i Catalogue of Life.